# Burg Litice nad Orlicí

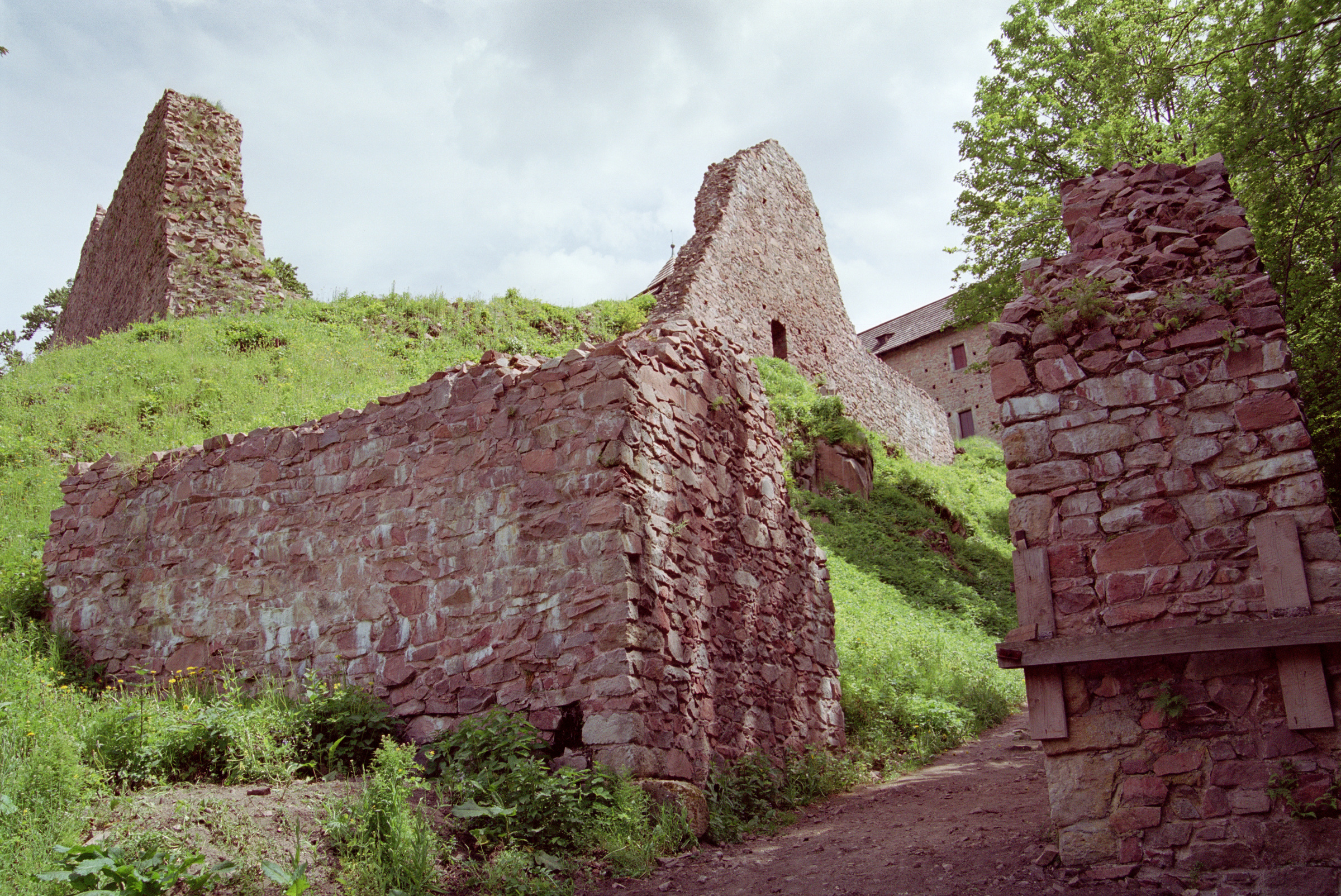
Burg Litice kurz hinter dem Eingang

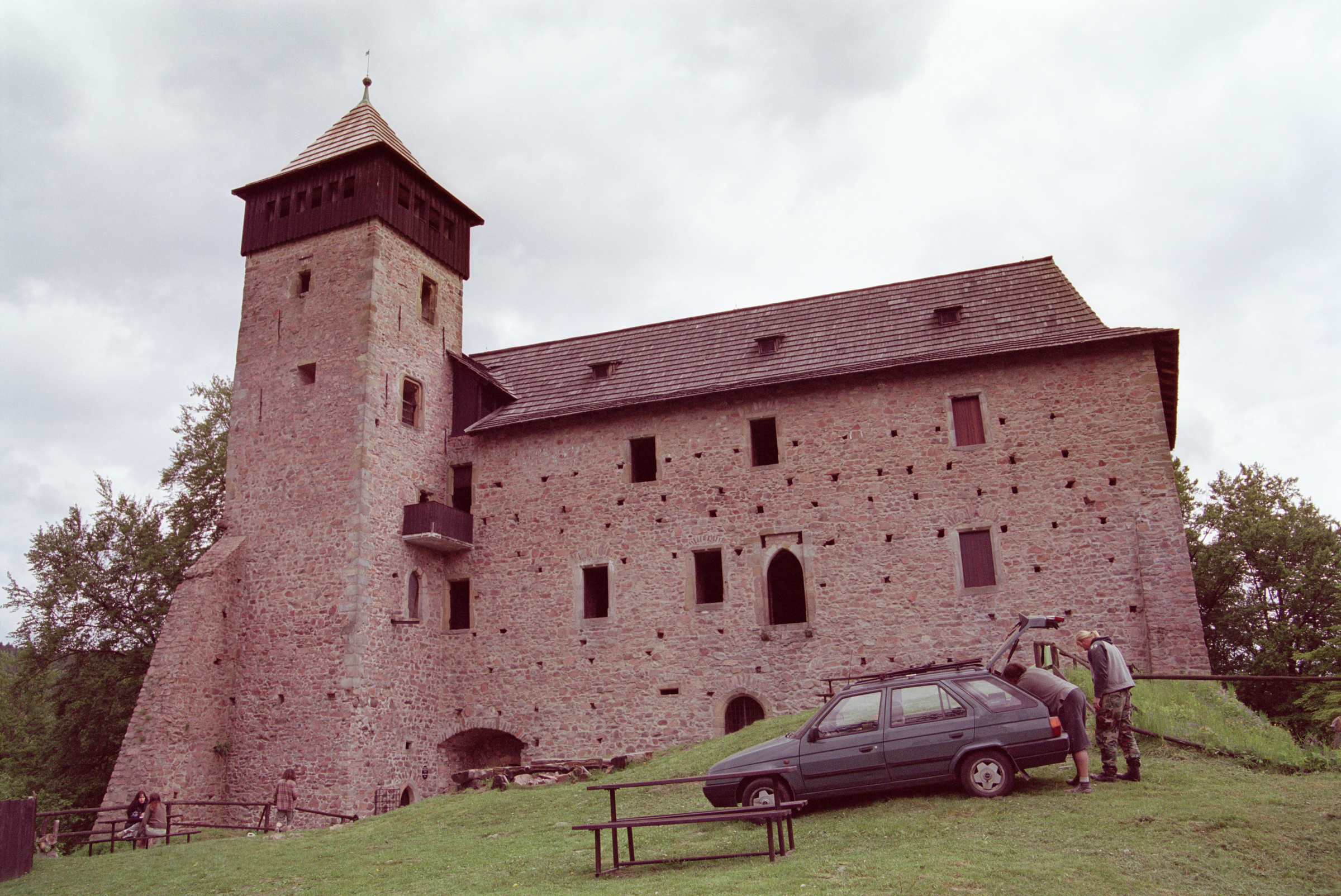
Gebäude der Burg

Die Burg Litice nad Orlicí (Burg Lititz) liegt in der Gemeinde Záchlumí, sieben Kilometer westlich von Žamberk, im Okres Ústí nad Orlicí in Tschechien.

## Geographie
Die Burg Litice liegt im Adlervorgebirge an der Wilden Adler. Nachbarorte sind Pekelec und Rybná nad Zdobnici im Norden, Záchlumí im Nordosten, Žamberk im Osten, Česka Rybná im Südosten, Sopotnice im Süden, Brná und Potštejn mit der gleichnamigen Burg sowie Záměl im Südwesten, Doudleby im Westen und Vamberk im Nordwesten.

## Geschichte
Die Burg wurde Ende des 13. Jahrhunderts im Zuge der Kolonisierung der Gegend durch die Přemysliden errichtet. Erstmals urkundlich erwähnt wurde sie 1304, als König Wenzel II. Litice mit Botho von Bothenstein (Půta z Potštejna) gegen andere Ländereien tauschte. Der böhmische König Johann von Luxemburg verpfändete die Burg an Heinrich von Leipa. Johanns Sohn Karl IV. erwarb später einige der verpfändeten Königsburgen zurück, darunter auch Litice. Trotzdem wurde Litice später an die Herren von Lichtenburg erneut verpfändet.
1371 ging Litice in den Besitz der Herren von Podiebrad und Kunstadt über, die dem Adelsgeschlecht der Herren von Kunstadt entstammten. 1389 erwarb Boček II. von Podiebrad weitere Ländereien um Litice und das Dorf Kunvald. Ihm folgte 1417 sein Sohn Viktorin von Podiebrad. Nach dessen Tod erbte 1427 Burg und Herrschaft Litice sein Sohn, der spätere böhmische König Georg von Podiebrad. Er ließ die Burg 1450–1468 mit Wehrmauern befestigen.
Nach Georgs Tod 1471 und der 1472 erfolgten Erbteilung fiel Litice an dessen ältesten Sohn Boček von Podiebrad, der es vor 1491 seinem Bruder Heinrich d. Ä. überließ. Dieser musste Litice, zu dem auch halb Žamberk und Chotzen sowie Kunvald und einige Dörfer der Umgebung gehörten, 1495 an den höchsten Hofmeister des Königreichs Böhmen, Wilhelm II. von Pernstein, verkaufen, um die Schulden seiner Beteiligung an den Kriegen gegen Matthias Corvinus zu begleichen. Wilhelm von Pernstein erhielt auch die Burg Pottenstein, auf die er seinen Verwaltungssitz verlegte, wodurch die Burg Litice an Bedeutung verlor. 1507 vererbte er sein Vermögen an seine Söhne Johann und Adalbert, der auch Litice erhielt. Nach Adalberts Tod 1534 ging sein Vermögen an seinen Bruder Johann, der es seinem ältesten Sohn Jaroslav vererbte. Dieser musste wegen Verschuldung das Familienerbe 1556 an den Pfandherren der Grafschaft Glatz, Ernst Herzog von Bayern, verkaufen, der Litice ein Jahr später an Václav Okrouhlický Kněnic den Älteren veräußerte.
1562 erwarb Nikolaus von Bubna (Mikuláš z Bubna a z Litic) Litice und erweiterte die Ländereien um die Feste Doudleby sowie die andere Hälfte von Žamberk. Da die Familie von Bubna in Senftenberg residierte, verlor die Burg Litice an Bedeutung. Bereits 1657 soll sie teilweise verfallen gewesen sein. Einige der Gebäude wurden noch als Kornspeicher für Kriegszeiten genutzt. Franz Adam von Bubna (František Adam z Bubna a z Litic) verkaufte 1809 Litice an Weriand Alfred zu Windisch-Graetz, von dem es 1815 John Parish von Senftenberg erwarb. Dessen Neffe Oskar Parish von Senftenberg (1864–1925) veranlasste 1890–1896 Renovierungen an der Burgruine, die 1933–1935 von seinem Sohn Karl Parish-Senftenberg fortgeführt wurden. Er wurde 1948 enteignet und emigrierte nach Kanada. Die Burg ging in staatlichen Besitz über.